# Max von Zu Rhein

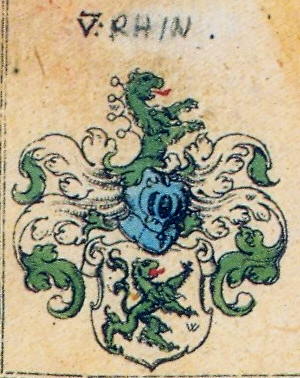
Wappen derer von Zu Rhein

Maximilian Joseph Freiherr von Zu Rhein (* 7. August 1780 in Würzburg; † 21. Oktober  1832 in München) war bayerischer Beamter und Generalkommissär des Untermainkreises von 1826 bis 1831 sowie anschließend kurzzeitig Staatsminister der Justiz.

## Leben
Max von Zu Rhein wurde in Würzburg als Sohn des Offiziers Franz Joseph von zu Rhein in die Adelsfamilie Zu Rhein geboren. Er studierte die Rechte an der Universität Mainz und an der Universität Würzburg. 1800 wurde er Fürstbischöflich-Würzburgischer Hof- und Regierungsrat. 1803 wechselte er in kurpfalzbaierische Dienste an die Hofgerichte in Bamberg und Würzburg. 1811 wurde er Vizepräsident der neu gegründeten Großherzoglich-Toskanischen Landesdirektion in Würzburg. Noch 1814 wurde er nach dem Ende des Großherzogtums Würzburg in die Dienste des Königreichs Bayern übernommen. 1826 wurde Max von Zu Rhein zum vierten Generalkommissär und Präsidenten der Regierung des Untermainkreises in Würzburg ernannt. Während seiner Regierungszeit gründete er 1831 den Historischen Verein für den Untermainkreis. Am 1. Januar 1832 wurde er zum Staatsminister der Justiz ernannt; er starb jedoch noch im selben Jahr in München.
Max von Zu Rhein war mit Therese Freiin von Schütz-Holtzhausen (1782–1837) verheiratet. Seine Söhne waren Friedrich Freiherr von Zu Rhein und Philipp Freiherr von Zu Rhein.